# بيت ستيرن

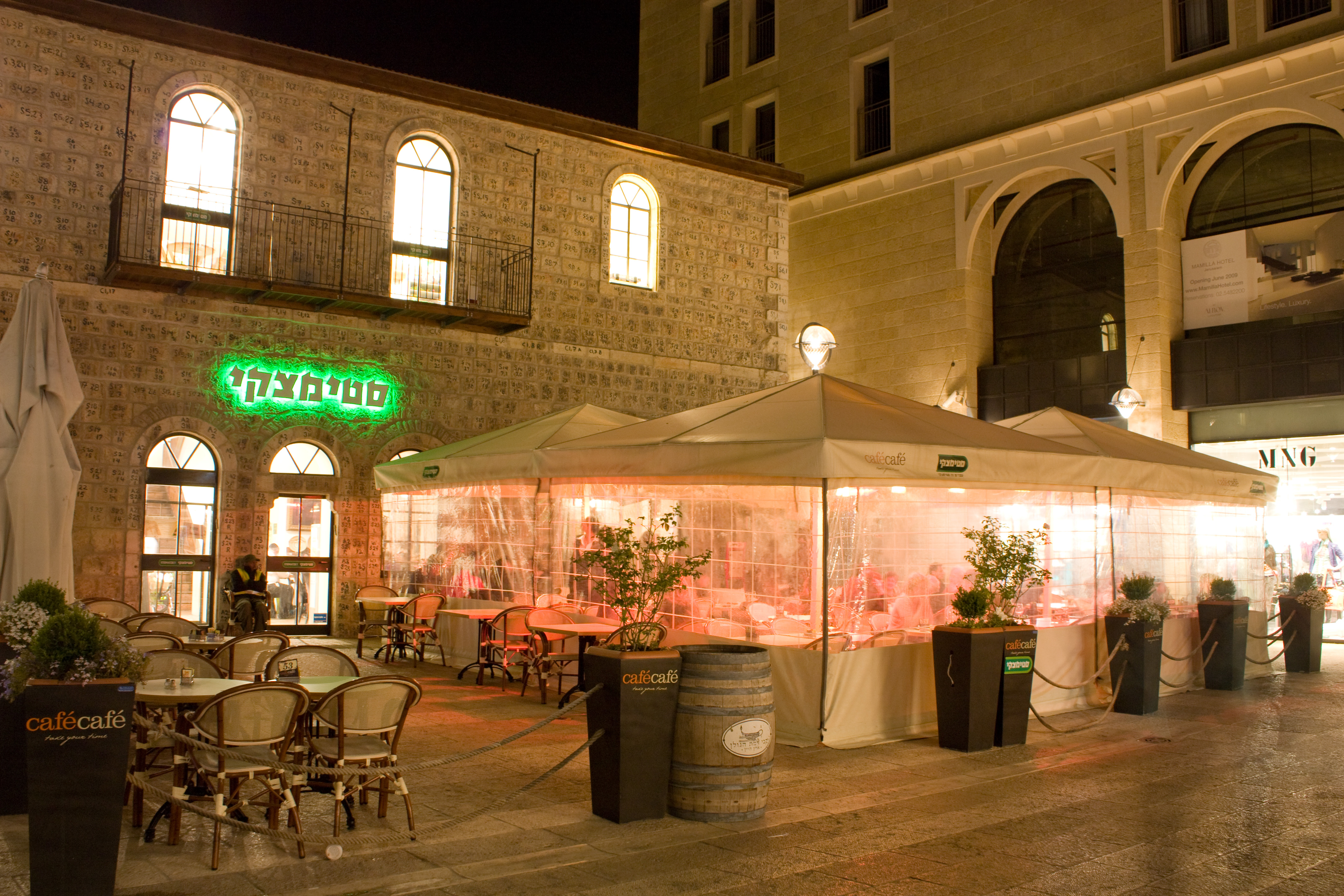
بيت ستيرن، متجر ستيماتزكي ومقهى، حوالي 2009.

بيت ستيرن (بالعبرية: בית שטרן) هو عبارة عن مبنى محفوظ ومُعاد بناؤه في القدس، إسرائيل. تم بناء المنزل تحت الحكم العثماني في عام 1877 في حي مأمن الله، خارج البلدة القديمة في القدس غرب باب الخليل، وتم إنقاذه أثناء عملية إعادة بناء كبيرة في الحي في أواخر القرن العشرين وأوائل القرن الحادي والعشرين.
من الجدير بالذكر أنه في عام 1898، كان المبنى بمثابة مأوى لتيودور هرتزل. المعروف أيضا باسم «حالم الدولة اليهودية» (بالعبرية: חוזה המדינה)، يُعتبر المبنى حالياً «المتجر الرئيسي» في القدس لسلسلة متاجر ستيماتزكي ويتضمن مقهى في الهواء الطلق، بالإضافة إلى متحف صغير.